# Sweetest Girl
"Sweetest Girl" är den tjugoandra singeln av den brittiska ska/popgruppen Madness.
Låten skrevs ursprungligen av Green Gartside, sångare i den brittiska gruppen Scritti Politti. Deras version släpptes 1981 och nådde en 64:e placering på englandslistan. Graham McPherson, sångaren i Madness, älskade låten och bestämde att gruppen skulle göra en cover på den och släppa den som singel, vilket skulle visa sig vara ett dåligt beslut.
Först var det tänkt att "I'll Compete" skulle bli den tredje singeln från albumet Mad Not Mad, men bandet ändrade sig i sista stund och släppte "Sweetest Girl" istället.
Det är en typisk kärlekslåt: flicka möter pojke och de blir förälskade. De har dock olika politiska åsikter och därför lämnar hon honom.
Madness' "Sweetest Girl" låg sex veckor på englandslistan och nådde som bäst en 35:e placering. Det var den sämsta placering de dittills haft och det var en av anledningarna till att de splittrades senare under 1986.
"Sweetest Girl" finns med på albumet Mad Not Mad och på de flesta av gruppens samlingsskivor.

## Låtlista
7" vinyl
1. "Sweetest Girl" (Green Gartside) – 4:20
2. "Jennie (A Portrait Of)" (Lee Thompson, Daniel Woodgate) – 3:24

12" vinyl
1. "Sweetest Girl (Dub Mix) (Gartside) – 7:01
2. "Sweetest Girl (Extended Mix)" (Gartside) – 6:34
3. "Jennie (A Portrait Of)" (Thompson, Woodgate) – 3:05